# Chyrowa

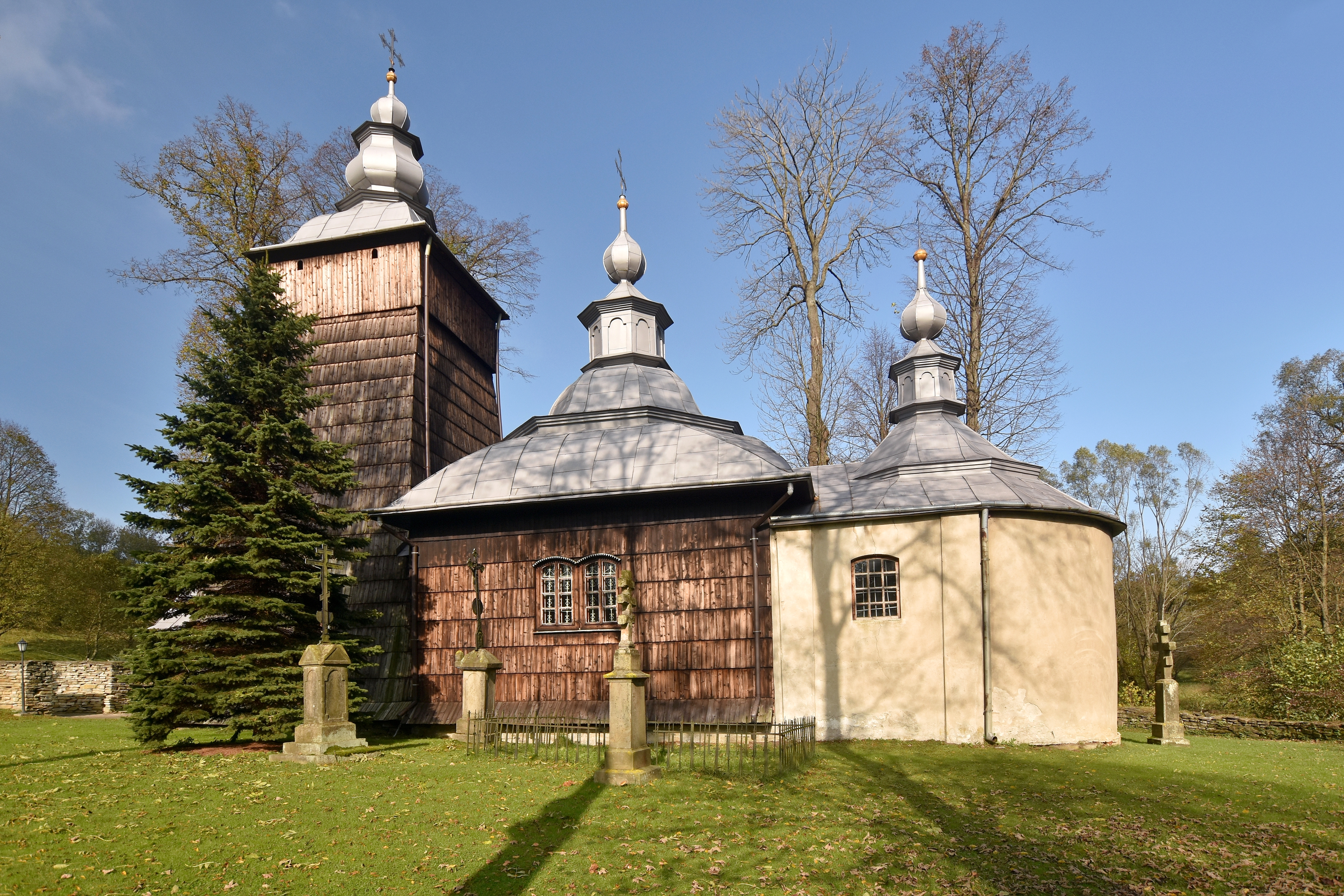
Cmentarz przycerkiewny

Chyrowa (do 14 lutego 1968 Hyrowa) – wieś w Polsce położona w województwie podkarpackim, w powiecie krośnieńskim, w gminie Dukla. Leży w dolinie rzeki Iwielki (prawy dopływ Wisłoki), kilka kilometrów na południowy zachód od Dukli.
W latach 1975–1998 miejscowość położona była w województwie krośnieńskim.

## Części wsi
| SIMC    | Nazwa   | Rodzaj    |
| ------- | ------- | --------- |
| 0349027 | Kolonia | część wsi |

## Nazwa
Miejscowość ma metrykę średniowieczną i istnieje co najmniej od XIV wieku. Wymieniona w 1438 w dokumencie zapisanym w języku łacińskim jako Herowa, 1503 Herova, 1530 Hyrova, 1536 Hyrowa Valaska .
W dokumentach wieś występowała pod różnymi nazwami, np.; w 1508 r; Chyrrow, w 1581; Cherrowa, Horowa lub Cherowa (oznacza w tłum. z jęz. starocerkiewnosłowiańskiego "chory")

## Historia
Chyrowa była początkowo wsią szlachecką i należała niegdyś do Bogoriów. Pierwsza wzmianka o Chyrowej pochodzi z czasów Kazimierza Wielkiego, z roku 1366. Kanclerz Janusz Suchywilk od swoich rodziców otrzymał Kobylany, Chyrową, Mszanę, Surowicę i Wisłoczek. 28 sierpnia 1366 roku we Włodzimierzu Janusz Suchywilk przekazał swoje dobra bratankom Piotrowi i Mikołajowi. Byli to synowie Jakusza Cztana ze Strzelc. Ustanowił w ten sposób pierwszą ordynację w Polsce. Kazimierz Wielki potwierdził ten dokument, gdzie wymieniona jest pod nazwą Hyrowa. Sporządzony został wtedy przez abp. Janusza Suchegowilka dokument przekazania posiadanych dóbr swoim bratankom. W 1438 łowczy krakowski Janusz z Kobylan wyznaczył Annie 500 grzywien posagu na wójtostwie w Dukli, wraz z przynależnymi do niego wsiami Lipowicą i Chyrową .
W XV wieku istniejąca wieś została przeniesiona na prawo wołoskie. Miejscowość odnotowana została w historycznych dokumentach podatkowych i własnościowych. W 1504 król polski Aleksander Jagiellończyk na prośbę Stanisława Cikowskiego z Mikluszowic dziedzica wsi oraz kasztelana bieckiego przenosi z powrotem na prawo magdeburskie jego dobra dziedziczne m.in. Duklę z przedmieściami i wsiami wśród których znajduje się także Chyrowa. W latach 1530–1536 w miejscowości odbywał się pobór z 3 łanów oraz 1 młyna dorocznego o 1 kole wodnym. W 1581 odnotowano w okolicy 15 dworów wołoskich. W 1581 odnotowany został również dwór miejscowego sołtysa .
Pierwsza wzmianka o cerkwi pochodzi z 1536. Obecnie mieści się w niej kościół rzymskokatolicki. W XIX w. należała do Cezarego Męcińskiego herbu Poraj (1809 - przed 1890).
W latach międzywojennych, w okresie tzw. schizmy tylawskiej, Łemkowie z Chyrowej - podobnie jak mieszkańcy innych, okolicznych wsi - przeszli z grekokatolicyzmu na prawosławie.
W czasie I wojny światowej 5 maja 1915 r. po bitwie gorlickiej zamknięte zostały w kotle pod Chyrową oddziały 49 Dywizji gen. Ławra Korniłowa z armii carskiej i po krwawych walkach wzięte do niewoli.
W rejonie Chyrowej we wrześniu 1944 r. toczyły się ciężkie walki oddziałów pancernych i kawalerii gen.Wiktora Baranowa, które dostały się pod ogień własnej artylerii w ramach operacji dukielsko-preszowskiej, której ślady można odnaleźć w miejscu nazwanym od tego wydarzenia Dolina Śmierci. W czasie walk wieś została spalona. 21 września 1944 r. wieś zdobyły oddziały czechosłowackie, po nieustających walkach trwających od 8 do 21 września 1944 r.
W wyniku Akcji "Wisła" łemkowscy mieszkańcy zostali zmuszeni do opuszczenia wsi. Część ludności została wysiedlona do ZSRR, a część na Ziemie Zachodnie. Gospodarstwa przejęli pogorzelcy z Doliny Śmierci.

## Zabytki
W Chyrowej znajduje się greckokatolicka, drewniano-murowana cerkiew Opieki Bogurodzicy z 1780 (położona na szlaku architektury drewnianej województwa podkarpackiego). Świątynia w Chyrowej jest jedną z dwóch zachowanych do dzisiaj cerkwi (obok cerkwi w Bałuciance) prezentujących typ budowli charakterystycznej dla obszaru środkowej i wschodniej Łemkowszczyzny, w których upowszechniło się stosowanie wielopolowych sklepień zrębowych.

## Szlaki piesze
- Grzywacka Góra (567 m n.p.m.) – Łysa Góra (641 m n.p.m.) – Polana (651 m n.p.m.) – Chyrowa – Pustelnia Św. Jana z Dukli – Nowa Wieś – Cergowa (716 m n.p.m.) (Główny Szlak Beskidzki)